# Одностатевий шлюб

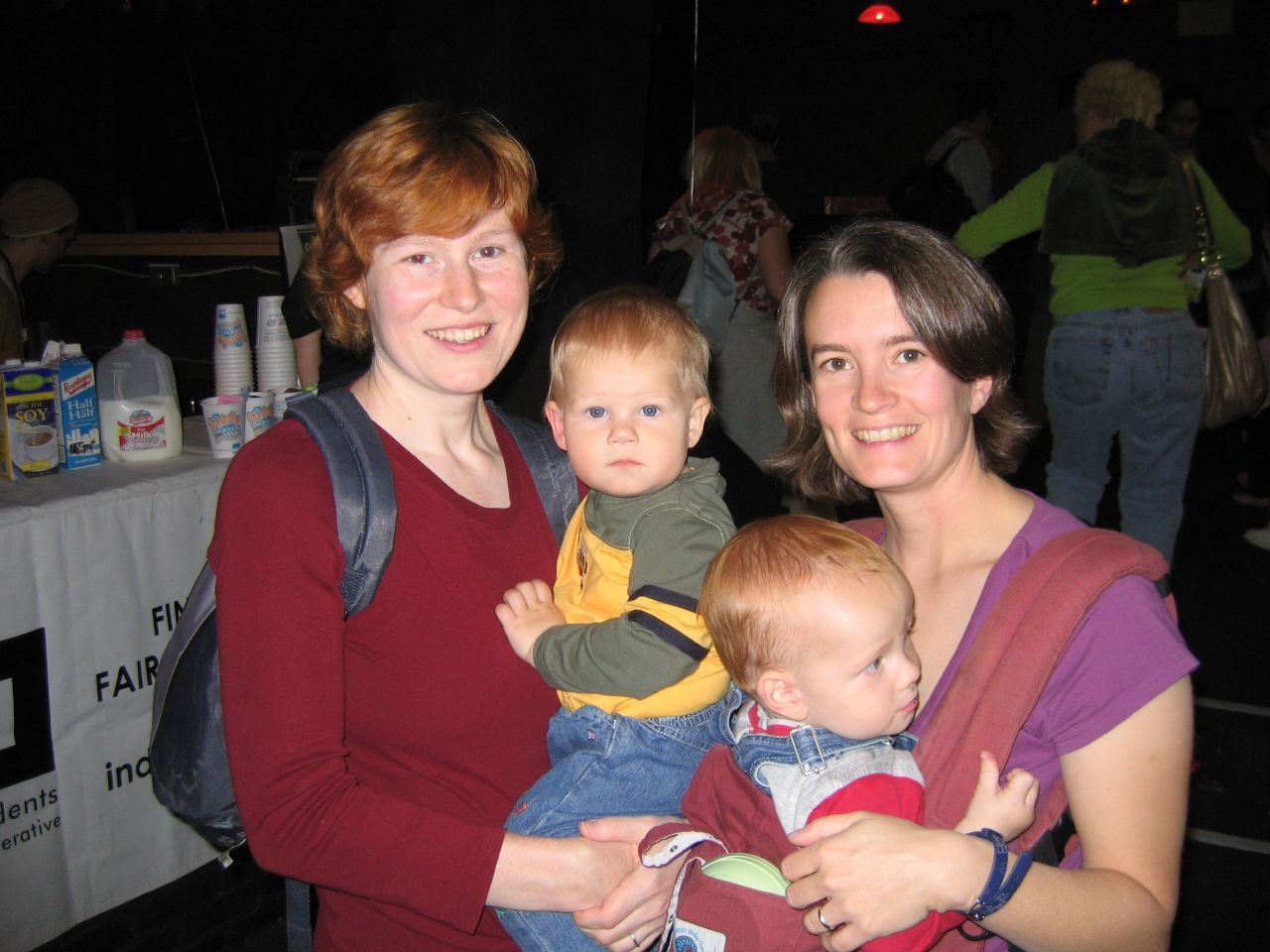
Лесбійська пара з дітьми. Станом на 2020 14,7 % з 1,1 мільйонів одностатевих пар у США мали щонайменше одну дитину віком до 18 років, тоді як для двостатевих пар це 37,8 %. Одностатеві пари з дітьми в середньому також менші за розміром.

Одностатевий, або гомосексуальний, шлюб — це союз двох осіб однієї статі, визнаний законодавством окремої країни як шлюб. Одностатевий шлюб зачіпає цивільні, політичні, соціальні права, а також релігійні традиції у багатьох країнах.
На сьогодні реєстрацію таких шлюбів узаконено у 38 країнах, це: Австралія, Австрія, Андорра, Аргентина, Бельгія, Бразилія, Велика Британія, Греція, Данія, Еквадор, Естонія, Ірландія, Ісландія, Іспанія, Канада, Колумбія, Коста-Рика, Куба, Ліхтенштейн, Люксембург, Мальта, Мексика, Нідерланди, Німеччина, Нова Зеландія, Норвегія, ПАР, Португалія, Словенія, США, Таїланд, Тайвань, Уругвай, Фінляндія, Франція, Чилі, Швейцарія і Швеція. Окрім цього, Міжамериканський суд з прав людини постановив, що країни-учасниці Американської конвенції з прав людини мають визнати право одностатевих пар на шлюб.
Найпершою у світі одностатевою парою, яка узаконила свої стосунки, стали данці Аксель і Айґіл Аксґіли. Це трапилося 1 жовтня 1989 року в день набрання чинності закону Данії про цивільне партнерство. Першою ж країною, що узаконила одностатеві шлюби, стали Нідерланди, коли 21 грудня 2000 р. королева Беатрікс підписала відповідний закон, раніше ухвалений двома палатами Генеральних штатів.
В Україні Конституція визначає «шлюб» як добровільний союз чоловіка і жінки.

## Термін «одностатевий шлюб», його закріплення у словниках і використання в ЗМІ
З погляду антропології дуже важко узагальнити значення слова шлюб, беручи до уваги відмінності, характерні для різних країн та народів. Так, у науковій праці Едварда Вестермака «The History of Human Marriage» (1922) шлюб визначається як союз одного або кількох чоловіків з однією або кількома жінками, визнаний законом і з наданням певних прав та обов'язків його учасникам. Це визначення не включало визнані суспільством одностатеві шлюби, що існували більше ніж у 30 африканських народностей.
У лексикографії значення слів можуть мінятися по мірі розвитку ситуації. Таким чином, за останні 10 років у англомовному світі в найавторитетніших словниках у визначенні слова шлюб зникла диференціація за статтю або була додана стаття про одностатеві союзи. В оксфордському словнику англійської мови поняття одностатевого шлюбу з'явилося у 2000 році.
В пресі, налаштованій негативно щодо одностатевих шлюбів, слово шлюб у цьому значенні («marriage») береться в лапки. У США більшість засобів масової інформації відійшли від цієї практики.
Агентство Associated Press рекомендує використовувати слово «шлюб» для геїв та лесбійок і допускає форму «гей-шлюб» лише у заголовках, без дефіса та лапок, водночас попереджаючи від використання такої структури, бо вона створює відчуття правової нерівності одностатевих шлюбів стосовно традиційних шлюбів.

## Сучасний статус

### Правове визнання
Одностатеві шлюби є повністю юридично визнаними на загальнодержавному рівні в наступних країнах: Австралія, Австрія, Андорра, Аргентина, Бельгія, Бразилія, Греція, Данія, Еквадор, Естонія, Ірландія, Ісландія, Іспанія, Канада, Колумбія, Коста-Рика, Куба, Ліхтенштейн, Люксембург, Мальта, Мексика, Німеччина, Норвегія, ПАР, Португалія, Словенія, Таїланд, Тайвань, Уругвай, Фінляндія, Франція, Чилі, Швейцарія і Швеція.
Крім того, Ізраїль визнає одностатеві шлюби укладені за кордоном, а Сінт-Мартен визнає шлюби, зареєстровані в Нідерландах.
Шлюби доступні для одностатевих пар також у деяких субнаціональних юрисдикціях (перераховані лише населені юрисдикції тих країн, де одностатеві шлюби не є доступними на загальнодержавному рівні):
- У Великій Британії: всі чотири країни (провінції) (Англія, Уельс, Північна Ірландія і Шотландія), вісім заморських територій (Акротирі й Декелія, Британська Антарктична територія, Британська територія в Індійському океані, Гібралтар, Острови Святої Єлени, Вознесіння і Тристан-да-Кунья, Південна Джорджія та Південні Сандвічеві острови, Піткерн, Фолклендські острови) і всі три коронні володіння (Гернсі, Джерсі й Острів Мен).
- У Королівстві Нідерландів: європейські Нідерланди, карибські Нідерланди (Бонайре, Саба та Сінт-Естатіус), Аруба і Кюрасао.
- У Королівстві Нової Зеландії: Нова Зеландія, усі Зовнішні острови (серед яких населений лише архіпелаг Чатем) й Територія Росса.
- У США: федеральний округ Колумбія, усі п'ятдесят штатів, чотири території (Віргінські острови, Гуам, Північні Маріанські острови й Пуерто-Рико), а також 52 юрисдикції корінних американців.

Шлюб доступний для одностатевих пар (кільця: в індивідуальних випадках)
Обов'язкове до виконання рішення національного або місцевого парламенту чи суду, що узаконює одностатеві шлюби, але ще не набрало чинності
Одностатеві шлюби визнаються зі всіма правами за умови реєстрації в певних інших юрисдикціях
Цивільні союзи або партнерства
Обмежене правове визнання (сертифікати про партнерство та ін.)
Обмежене визнання одностатевих шлюбів, укладених у певних інших юрисдикціях (право на проживання чоловіка/дружини)
Країна є суб'єктом рішення міжнародного суду щодо визнання одностатевих шлюбів
Одностатеві союзи не визнаються

### Хронологія легалізації одностатевих шлюбів

Можливість усиновлення дітей одностатевими парами у світі:
Спільне усиновлення
Партнер(ка) може всиновити дітей партнера(-ки)
Усиновлення одностатевими парами незаконне

Примітка: для територій, де одностатеві шлюби було анульовано і згодом узаконено повторно, вказана дата останньої легалізації; також у таблиці наведені не всі дрібні юрисдикції (племена корінних народів США, міста, муніципалітети та ін.).

### Країни, де легалізовано одностатеві шлюби

#### Австралія

Результати поштового опитування в Австралії

Австралія стала другою країною Океанії, що легалізувала одностатеві шлюби, коли 29 листопада 2017 року Сенат голосами 43-12, а 7 грудня Палата представників голосами 128-4 ухвалили відповідний закон. Він отримав королівську згоду від генерал-губернатора Пітера Косґроува 8 грудня і вступив у дію наступного дня. Закон скасував заборону на одностатеві шлюби, яка існувала раніше, а його ухваленню передувало добровільне поштове опитування стосовно легалізації одностатевих шлюбів, що проводилося з 12 вересня до 17 листопада 2017 року; у ньому взяли участь 79,52 % виборців Австралії, з яких 61,6 % відповіли ствердно. Закон також поширюється на всі заморські території Австралії (Кокосові острови, Острів Норфолк та Острів Різдва).

#### Австрія
З 1 грудня 2010 року одностатеві пари могли укладати реєстровані партнерства (Eingetragene Partnerschaft)
20 листопада 2013 року, Зелена партія Австрії зареєструвала законопроєкт у Національній Раді, який мав узаконити одностатеві шлюби. Його направили до комітету юстиції 17 грудня Дебати щодо законопроєкту мали відбуватися восени 2014 року, втім керівна коаліція їх відклала.
12 жовтня 2017 року Конституційний суд Австрії погодився заслухати один із позовів проти закону, що перешкоджав одностатевим шлюбам. 5 грудня суд визнав заборону на одностатеві шлюби неконституційною і встановив дату 1 січня 2019 року як перший день, коли одностатеві пари зможуть одружитися, якщо Парламент не легалізує їх раніше. Оскільки парламент не спромігся це зробити через спротив ультраправої Партії свободи, яка тоді входила до коаліції, одностатеві шлюби автоматично стали законними 1 січня 2019 року. Суд також постановив, що реєстровані партнерства мають бути доступними і для різностатевих пар.

#### Аргентина

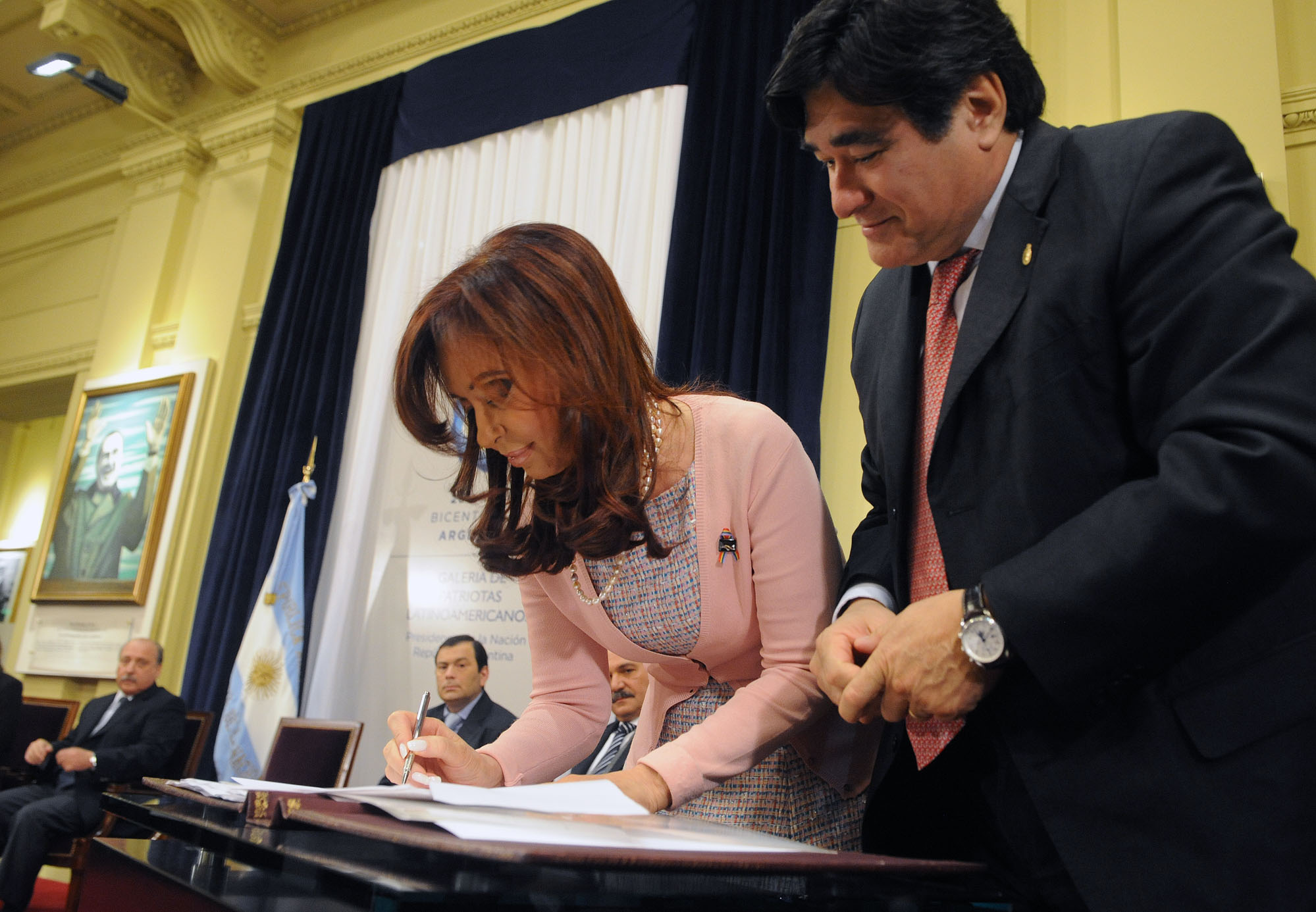
Президентка Крістіна Фернандес де Кіршнер підписує закон про одностатеві шлюби.

5 травня 2010 року Палата депутатів схвалила законопроєкт про одностатеві шлюби голосами 125—109. Сенат Аргентини 15 липня 2010 року підтримав законопроєкт голосами 33-27. 21 липня президент Крістіна Фернандес де Кіршнер підписала закон. 22 липня закон було опубліковано в офіційному віснику, і в той самий день він вступив у дію. Закон надає одностатевим парам усі права й обов'язки шлюбу, включно з усиновленням дітей. 30 липня відбулися перші шлюби в Буенос-Айресі. Аргентина стала першою країною в Латинській Америці й Південній півкулі, де узаконили одностатеві шлюби.

#### Бельгія

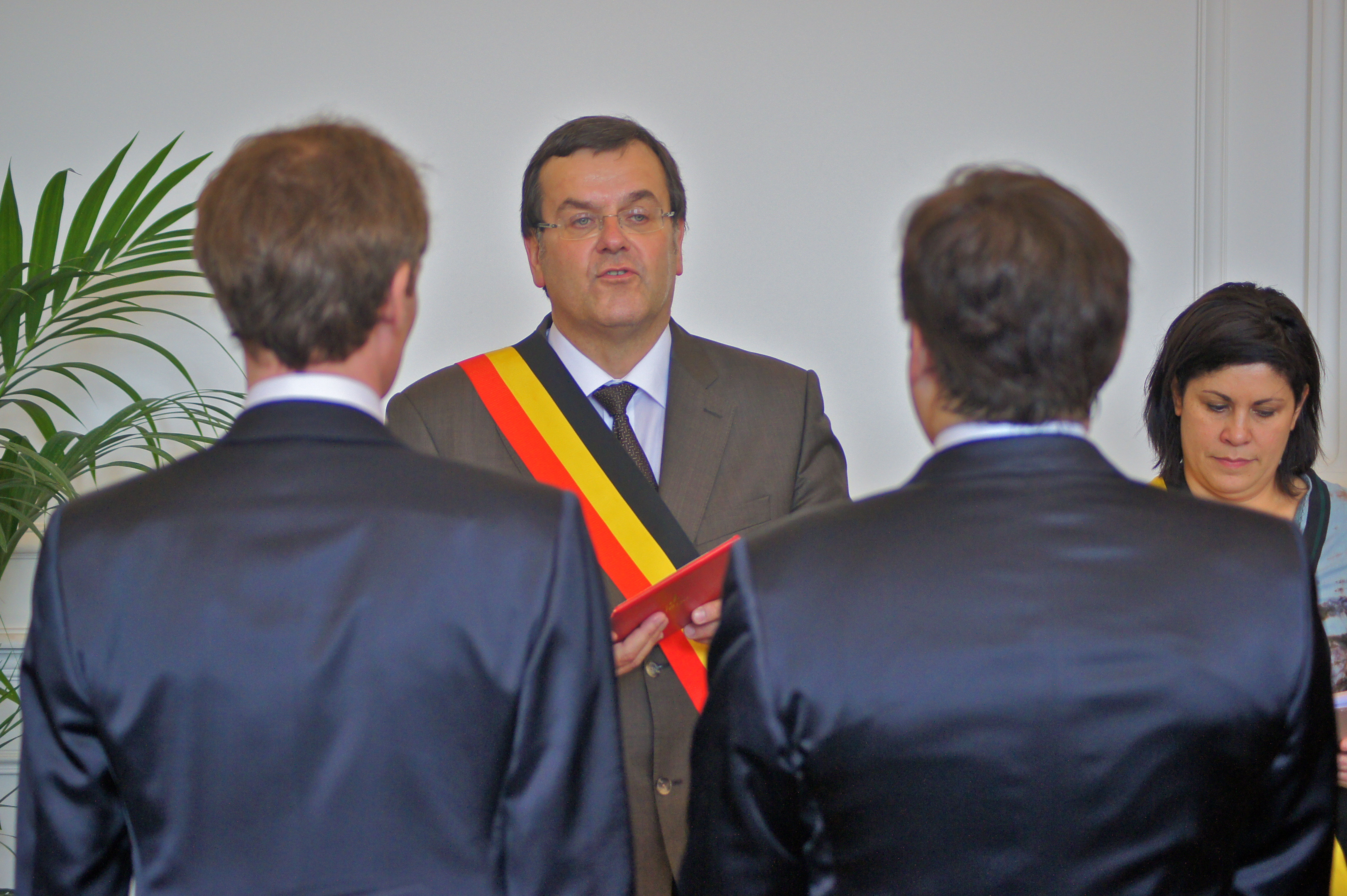
Мер Льєжа, Віллі Демеєр, одружує ґей-пару

Бельгія стала другою країною у світі, де було легалізовано одностатеві шлюби. 28 листопада 2002 року законопроєкт ухвалили в Сенаті голосами 46-15, а 30 січня 2003 року — в Палата представників голосами 91-22. Закон підтримали: Відкриті фламандські ліберали і демократи, Християнські демократи і фламандці, Соціалістична партія, Соціалістична партія — інші, Еколо, Зелені!, і Народний союз, а також частина Реформаторського руху. Проти проголосували: Фламандський блок (попередники сучасного Фламандського інтересу), Гуманістичний демократичний центр і Національний фронт Король Альберт II підписав закон 13 лютого 2003 року, і він вступив у дію, коли його було опубліковано в державному віснику 1 червня.
Усиновлювати дітей одностатевим парам дозволили трьома роками пізніше, 30 червня 2006 року.

#### Бразилія
У травні 2011 року Верховний суд Бразилії постановив, що одностатеві пари мають право на офіційне визнання свого спільного проживання у вигляді «сталого союзу» (união estável) — однієї з двох форм узаконення стосунків згідно з бразильською конституцією, яка за обсягом прав дещо поступається шлюбу.
У період із середини 2011 року до травня 2013 року одностатеві пари в деяких штатах змогли конвертувати свої союзи у шлюби за згоди місцевих суддів.
У листопаді 2012 суд штату Баїя зрівняв право на шлюб для одностатевих пар.
У грудні 2012 року штат Сан-Паулу також легалізував одностатеві шлюби судовим указом. Між січнем 2012 і квітнем 2013 років судовими рішеннями одностатеві шлюби також узаконили в штатах Алагоас, Еспіриту-Санту, Мату-Гросу-ду-Сул, Параїба, Парана, Піауї, Рондонія, Санта-Катарина, Сеара й Сержипі, а також у Федеральному окрузі й муніципалітеті Санта-Ріта-ду-Сапукаї.
14 травня 2013 року Національна рада правосуддя Бразилії (Conselho Nacional de Justiça), проголосувавши 14-1, оприлюднила рішення, за яким усі цивільні органи реєстрації повинні укладати одностатеві шлюби, таким чином надавши право на шлюб одностатевим парам в усій Бразилії. Постанова набула чинності 16 травня 2013.

#### Велика Британія
23 травня 2013 року Палата громад ухвалила законопроєкт уряду Девіда Камерона про легалізацію одностатевих шлюбів в Англії та Уельсі голосами 366—161. 15 липня 2013 року законопроєкт підтримала Палата лордів. Зокрема закон підтримала майже половина консерваторів, переважна більшість лейбористів і ліберальних демократів, а також всі представники Плайд Кемри, Соціал-демократичної і лейбористської партії та Зеленої партії Англії і Уельсу. Північноірландська Демократична юніоністська партія єдина в повному складі проголосувала проти. 17 липня закон отримав королівську згоду від королеви Єлизавети II. Набув чинності закон 13 березня 2014 року. Уже 29 березня 2014 року відбулися перші шлюби.
4 лютого 2014 року Парламент Шотландії рішенням 105-18 ухвалив закон про легалізацію одностатевих шлюбів. Закон підтримала переважна більшість Шотландської національної партії і лейбористів, усі депутати Ліберальних демократів і Шотландської зеленої партії та майже половина консерваторів.. Єлизавета II надала королівську згоду 16 березня 2014 року. Закон вступив у дію 16 грудня.
До свого колапсу у 2017 році Асамблея Північної Ірландії не змогла ухвалити законодавство, яке б дозволило одностатеві шлюби у провінції через постійне ветування закону Демократичною юніоністською партією, незважаючи на те, що в Асамблеї була необхідна більшість, аби це зробити. На той час одностатеві шлюби з інших юрисдикцій вважалися цивільними партнерствами. Однак, 9 липня 2019 року члени парламенту Великої Британії проголосували за те, що центральна влада Великої Британії легалізує одностатеві шлюби, якщо Асамблея не відновить свою роботу до 21 жовтня 2019 року. Оскільки уряд в Північній Ірландії так і не було сформовано, і Асамблея не відновила свою роботу, парламент Великої Британії проголосував за легалізацію одностатевих шлюбів у провінції в грудні 2019. Закон набув чинності 13 січня 2020 року.
З чотирнадцяти заморських територій Британії одностатеві шлюби легальні у дев'яти: у Південній Джорджії і Південних Сандвічевих островах з 2014 року, в Акротирі й Декелії та Британській території в Індійському океані (для британського військового персоналу) з 3 червня 2014 року, на Островах Піткерн з 14 травня 2015 року, У Британській антарктичній території з 13 жовтня 2016 року, в Гібралтарі з 15 грудня 2016 року, на Острові Вознесіння з 1 січня 2017 року, на Фолклендських островах з 29 квітня 2017 року, на островах Тристан-да-Кунья з 4 серпня 2017 року, на Острові Святої Гелени з 20 грудня 2017 року, на Бермудських островах 5 травня 2017 року Верховний суд островів своїм рішенням легалізував одностатеві шлюби. Впродовж кількох місяців низка пар встигла одружитися. Втім, парламент території прийняв закон у грудні 2017, за яким одностатеві шлюби замінили на партнерства. Закон набув чинності 1 червня 2018 року, але Верховний суд скасував ті його частини, які обмежували право одностатевих пар на шлюб. Уряд програв апеляцію на це рішення 23 листопада 2018 року. Апеляцію до установи останньої інстанції — Таємної ради Великої Британії — було подано в грудні. 29 березня 2019 року Великий суд Кайманових островів легалізував одностатеві шлюби, постановивши, що одностатеві пари мають на це право згідно з Конституцією Кайманових островів. Однак уже 10 квітня Апеляційний суд островів призупинив це рішення, щоб розглянути апеляцію уряду. 7 листопада Апеляційний суд скасував рішення Великого суду і натомість закликав уряд Британії втрутитися й легалізувати на території цивільні союзи, якщо цього не зробить місцева влада. В січні 2020 року адвокати пари, що подавала позов, заявили, що вже готуються подати апеляцію до Таємної ради Великої Британії. Таємна рада Великої Британії оголосила своє рішення 14 березня 2022 року в апеляціях стосовно і Бермудських, і Кайманових островів. В обох випадках одностатевим правам було відмовлено у праві на шлюб у цих заморських територіях. Натомість одностатеві пари там можуть вступити в цивільний союз.
У коронних володіннях одностатеві шлюби легальні всюди: на Острові Мен з 22 липня 2016 року, у Гернсі з 2 травня 2017 року,, в Олдерні з 14 червня 2018 року, в Джерсі з 1 липня 2018 року, а в Сарку з 23 квітня 2020 року.

#### Греція
У липні 2023 року, прем'єр-міністр Кіріакос Міцотакіс, оголосив, що його уряд має намір легалізувати одностатеві шлюби. 1 лютого 2024 року в Парламент Греції внесли відповідний законопроєкт, який було прийнято 15 лютого. За висловилось 175 депутатів (Більшість представників Нової демократії, а також Сіріза, ПАСОК, «Нова лівиця» і «Курс свободи»), проти — 77 (Комуністична партія, Грецьке рішення, «Спартанці», «Перемога» і частина Нової демократії). 16 лютого закон підписала президентка Катерина Сакелларопулу, і він набрав чинності в той самий день, після публікації в урядовій газеті. Греція стала 16-ою країною Європейського Союзу, 21-ою країною Європи і 36-ою країною світу, яка довзволила одностатевим парам одружуватися. Греція також стала першою православною країною, де було ухвалено подібне законодавство.
З 2016 року в Греції також легальні партнерства для однностатевих пар (для гетеросексуалів — з 2008 року) під назвою «угода про спіжиття» (грец. σύμφωνο συμβίωσης).

#### Данія
25 травня 1989 року Данія стала першою країною світу, що узаконила реєстроване партнерство між особами однієї статі. Таке партнерство надавало ті самі права, що шлюб, але не вважалося шлюбом з боку церкви. Аксель і Айґіл Аксґіли стали першою парою, що зареєструвала своє партнерство.
7 червня 2012 року парламент Данії Фолькетинг рішенням 85-24 ухвалив нове законодавство щодо одностатевих цивільних і церковних шлюбів. За ним одностатеві пари мають змогу одружитися в Церкві Данії. Закони отримали королівську згоду від королеви Марґрете II 12 червня й набули чинності 15 червня.
26 травня 2015 року парламент Гренландії, однієї з трьох країн Данського Королівства, одноголосно ухвалив закон про легалізацію одностатевих шлюбів. Далі закон мав ратифікувати парламент Данії, що й зробив 19 січня 2016 року. Перша одностатева пара одружилася на острові 1 квітня 2016 року, у день, коли закон вступив у дію.
В останній частині королівства, де одностатеві пари не могли одружуватися, Фарерських островах, парламент ухвалив відповідний закон 26 квітня 2016 року голосами 19-14. Фолькетинг ратифікував це рішення 25 квітня 2017 року. На відміну від Данії чи Гренландії, закон, ухвалений на Фарерах, звільняє місцеву церкву від обов'язку укладати релігійні шлюби. Закон набув чинності 1 липня 2017 року. Фарерські острови стали останньою нордичною територією, яка розширила право на шлюб для одностатевих пар.

#### Еквадор
Рішення Міжамериканського суду з прав людини від січня 2018 року щодо легалізації одностатевих шлюбів поширюється на Еквадор, позаяк країна ратифікувала Американську конвенцію з прав людини, а тому в травні 2018 року Верховний суд Еквадору постановив, що це рішення є обов'язковим до виконання й Еквадор має якнайшвидше його імплементувати. У червні ще двоє суддів розпорядилися, аби органи реєстрації почали негайно реєстрували одностатеві шлюби. Після поданої апеляції справа перейшла до Конституційного суду Еквадору. 12 червня 2018 року суд своїм рішенням 5-4 легалізував одностатеві шлюби в країні й постановив, що рішення Міжамериканського суду з прав людини є обов'язковим до виконання і має перевагу над законодавством Еквадору. У свою чергу, під час національного звернення на телебаченні президент Ленін Морено висловив свою повагу до рішення Конституційного суду.
Перший шлюб було укладено 18 липня у Гуаякілі між Мішель Авілес і Александрою Чавес.

#### Естонія
Одностатеві шлюби легальні в Естонії з 1 січня 2024 року. Уряд Каї Каллас, обраний на виборах 2023 року, куди ввійшли Партія реформ, «Естонія 200» і Соціал-демократична партія, заклав у свою коаліційну програму легалізацію одностатевих шлюбів. Законопроєкт внесли до Рійгікогу в травні 2023 року і прийняли 20 червня 55-ма голосами за і 34-ма голосами проти, де всі партії коаліції підтримали закон, а всі опозиційні партії проголосували проти (Консервативна народна партія, Центристська партія і «Вітчизна»). Президент Алар Каріс підписав закон 27 червня.  Естонія стала першою балтійською і пострадянською державою, а також 20-ою в Європі і 35-ою у світі, де було легалізовано одностатеві шлюби.
З 2016 року в Естонії також запроваджено реєстровані партнерства (ест. kooseluleping) для одностатевих пар.

#### Ірландія

Результати референдуму в Ірландії

До легалізації шлюбів одностатеві пари мали змогу укладати цивільні партнерства, які надавали їм схожі, але не рівні права й обов'язки супроти одружених пар.
22 травня 2015 року в Ірландії пройшов конституційний референдум щодо надання права одностатевим парам на шлюб. У плебісциті взяло участь 60,52 % виборців, з яких 62,07 % висловилися за те, щоб внести до конституції наступну поправку: «шлюб може бути укладено згідно з законом двома особами незалежно від статі». 29 серпня президент Майкл Гіґґінс своїм підписом узаконив результати референдуму. Поправка до конституції набула чинності 16 листопада того ж року.
Таким чином Ірландія стала першою країною світу, де одностатеві шлюби було легалізовано шляхом загальнонаціонального референдуму.

#### Ісландія
Рівні права на шлюб були запроваджені в Ісландії шляхом створення ґендерно-нейтрального визначення шлюбу, запропонованого коаліційним урядом Соціал-демократичного альянсу й Ліво-зеленого руху. Парламент Ісландії Альтинг підтримав закон 11 червня 2010 року. Жоден депутат не проголосував проти закону, а опитування думки громадськості показали, що населення Ісландії дуже схвально поставилося до цього рішення. Закон вступив у дію 27 червня й замінив систему реєстрованих партнерств, яка існувала з 1996 року. Тодішня прем'єрка Йоганна Сигюрдардоттір (перша у світі відкрито гомосексуальна очільниця уряду) разом зі своєю партнеркою стали однією з перших одностатевих пар країни, що одружилися.

#### Іспанія
Іспанія стала третьою країною світу, що легалізувала одностатеві шлюби. Після тривалих дебатів закон, що зрівняв право на шлюб між різно- й одностатевими парами, було прийнято Генеральними кортесами (двопалатним парламентом Іспанії) 30 червня 2005 року 187-ма голосами проти 147. Король Хуан Карлос І підписав закон 1 липня, а вже наступного дня його опублікували в офіційному віснику, після чого, 3 липня, він набув чинності.
Попри значну підтримку суспільства на рівні 66 %, прийняття закону не відбулося безперешкодно. Основними противниками цього рішення були Католицька церква й консервативна Народна партія; остання навіть оскаржувала закон у Конституційному суді, який, однак, підтримав закон рішенням переважної більшості суддів 8-3.

#### Канада

Законність одностатевих шлюбів у Канаді перед загальнодержавною легалізацією.

Легалізація одностатевих шлюбів в Канаді відбувалася спочатку на рівні провінцій і територій, а вже потім на загальнодержавному рівні. Онтаріо стала першою провінцією в Канаді, першою юрисдикцією в Америці та загалом третьою юрисдикцією у світі, що легалізувала одностатеві шлюби. Сталося це 10 червня 2003 року, коли Апеляційний суд Онтаріо визнав, що гетеросексуальне визначення шлюбу порушувало Канадську Хартію прав і свобод. Слідом за Онтаріо суди прийняли подібні рішення і в інших провінціях та територіях Канади: 3 липня 2003 р. в Британській Колумбії, 19 березня 2004 року в Квебеці, 14 липня 2004 р. в Юконі, 16 вересня 2004 р. в Манітобі, 24 вересня 2004 року в Новій Шотландії, 5 листопада 2004 р. в Саскачевані, 21 грудня 2004 р. в Ньюфаундленді і Лабрадорі і 23 червня 2005 р. в Нью-Брансвіку — на той час у всіх провінціях і територіях, окрім чотирьох.
Законопроєкт, що легалізував одностатеві шлюби на всій території Канади, було схвалено Палатою громад 28 червня 2005 року голосами 158—133 і Сенатом 19 липня голосами 47-21. Закон підтримала переважна більшість Ліберальної партії, Квебецького блоку, повний склад Нової демократичної партії (крім однієї депутатки) і Прогресивно-консервативної партії, а також окремі представники Консервативної партії. Королівську згоду закон отримав 20 липня й набув чинності в той самий день.
Канада стала першою країною за межами Європи, першою в Америці й четвертою країною світу, що зрівняла права на шлюб для одностатевих пар. Відтоді місцеві парламенти всіх провінцій і територій, крім Саскачевану, кодифікували вищезгадані судові рішення на законодавчому рівні.

#### Колумбія
25 липня 2011 року низка рішень Конституційний суд Колумбії розпорядився, щоб Конгрес Колумбії прийняв законодавство, за яким одностатеві пари отримали б права близькі до шлюбу до 23 червня 2013 року. Якщо Конгрес не проголосує за ці зміни до того часу, одностатеві пари отримають такі права автоматично.
У жовтні 2012 року сенатор Армандо Бенедетті зареєстрував законопроєкт про легалізацію шлюбів для одностатевих пар. Спочатку у законі йшлося тільки про цивільні союзи, та він вніс до нього правки. Перший комітет Сенату підтримав законопроєкт 4 грудня 2012 року. Однак, 24 квітня 2013 року Сенат відхилив законопроєкт, проголосувавши 51-17.
7 квітня 2016 року Конституційний суд постановив, що шлюб необов'язково стосується виключно різностатевих пар.
28 квітня 2016 року Конституційний суд у своєму рішенні голосами 6-3 постановив, що «шлюб між особами однієї статі не суперечить Конституції», а всі судді й відповідні реєстраційні органи не мають права відмовляти таким парам в укладенні шлюбу.
Перша шлюбна церемонія для одностатевої пари відбулася в місті Калі 24 травня.

#### Коста-Рика

Права ЛГБТ в Центральній Америці та на Карибських островах.
Одностатевий шлюб
Інший вид партнерства
Нереєстроване співжиття
Країна-суб'єкт рішення Міжамериканського суду з прав людини
Одностатеві пари не визнаються
Конституція обмежує право на шлюб тільки для різностатевих пар
Одностатеві сотосунки де-юре незаконні

19 березня 2015 року депутатка Лігія Елена Фальяс Родріґес зареєструвала законопроєкт про легалізацію одностатевих шлюбів у Законодавчу асамблею Коста-Рики. 10 грудня організація «Фронт за рівні права» (Frente Por los Derechos Igualitarios) і група депутатів презентували альтернативний законопроєкт.
10 лютого 2016 року Конституційний суд Коста-Рики оголосив, що заслухає справу про легалізацію одностатевих шлюбів й оголошення заборони на такі шлюби неконституційною.
У січні 2018 року Міжамериканський суд з прав людини оприлюднив своє дорадче рішення (AO 24/17) про те, що Американська конвенція з прав людини включає право одностатевих пар на шлюб. За кілька годин по тому уряд Коста-Рики погодився отриматися цього рішення й повністю його імплементувати. Тодішня віцепрезидент Ана Елена Чакон Ечеверріа оголосила, що уряд імплементує рішення «у всій його сукупності». Верховний виборчий суд Коста-Рики (Tribunal Supremo de Elecciones de Costa Rica) (інституція, що відає цивільною реєстрацією, включаючи видачу свідоцтв про шлюб) оголосив, що дотримається рішення Міжеамериканського суду й прийме всі необхідні підзаконні акти. 15 січня одностатева пара подала заявку на свідоцтво про шлюб. Їхній шлюб мало бути укладено 20 січня, і він повинен був стати першим одностатевим шлюбом країни. Втім, незадовго до церемонії Верховна рада нотаріусів заявила, що нотаріуси не зможуть укладати шлюби для одностатевих пар, якщо необхідні законодавчі зміни спершу не ухвалить парламент, або відповідне рішення не прийме Верхоний суд.
На загальних виборах 2018 року в Коста-Риці рішення Міжамериканського суду щодо одностатевих шлюбів стало одним із ключових питань. Карлос Альварадо Кесада — єдиний кандидат, котрий відкрито підтримував це рішення й рівні права для ЛГБТ загалом, виграв вибори в другому турі з величезним відривом, отримавши 60,59 % голосів виборців, тоді як його опонент, Фабрисіо Альварадо, запеклий противник прав ЛГБТ, отримав усього 39,41 % голосів. 8 серпня Верховний суд Коста-Рики постановив, що заборона на одностатеві шлюби в сімейному кодексі є неконституційною, і дав Законодавчій асамблеї 18 місяців на реформу законодавства; якщо парламент не внесе змін у наданий термін, одностатеві пари зможуть одружуватися автоматично на підставі рішення суду, починаючи з 26 травня 2020 року.
Коста-Рика стала першою країною Центральної Америки, що легалізувала одностатеваі шлюби.

#### Люксембург
Питання легалізації шлюбів для одностатевих пар було включено в коаліційну угоду 2009 року, коли до влади прийшла коаліція з Демократичної партії, Люксембурзької соціалістичної робітничої партії і партії «Зелені» на чолі з новообраним прем'єр-міністром Ксав'є Бетелем.
Палата депутатів Люксембургу проголосувала за відповідний законопроєкт 18 червня 2014 року; 56 депутатів з усіх партій проголосували «за», проти висловилося всього четверо законодавців із консервативної Партії альтернативної демократичної реформи. Великий герцог Анрі підписав закон 4 липня, а 17 липня його опублікували в офіційному віснику. Закон вступив у дію 1 січня 2015 року.
Люксембурґ став першою країною Європейського Союзу і другою країною Європи після Ісландії, де прем'єр-міністр вступив у шлюб із партнером своєї статі. 15 травня 2015 року Ксав'є Бетель одружився зі своїм партнером Ґотьє Дестенеєм, з яким вони перебували в цивільному партнерстві з 2010 року.

#### Мальта
Одностатеві цивільні партнерства були легальними на Мальті з квітня 2014 року. Пари в цих союзах мали такі самі права й обов'язки, що й одружені пари, включно зі всиновленням дітей і визнанням шлюбів, укладених за кордоном.
21 лютого 2017 року міністр соціального діалогу, захисту споживачів і громадянських свобод Гелена Даллі сказала, що готує законопроєкт щодо легалізації одностатевих шлюбів. Проєкт закону постав перед парламентом 5 липня. В останньому читанні за закон проголосували 12 липня 66-ма голосами «за», лише один депутат висловився проти. президент Марі-Луїз Колейро Прека підписала закон 1 серпня, і того ж дня його опублікували в урядовому віснику. Закон набув чинності 1 вересня 2017 року.

#### Нідерланди

Статус одностатевих союзів у Королівстві Нідерландів
Шлюб
Реєстроване партнерство
Обмежене визнання

Нідерланди — перша країна світу, що розширила право на шлюб для одностатевих пар. Перші заклики щодо цього питання зазвучали там ще в середині 1980-х. У 1995 році Парламент Нідерландів вирішив створити спеціальну комісію, яка мала дослідити можливість легалізації одностатевих шлюбів. Комісія завершила свою роботу в 1997 році й зробила висновок, що цивільний шлюб має бути відкритим і для одностатевих пар. Після виборів 1998 року новосформований уряд Віма Кока, куди ввійшли Партія праці, Народна партія за свободу і демократію і Демократи 66, пообіцяв розв'язати це питання. 12 вересня 2000 року Друга палата (Палата представників) Генеральних штатів підтримала законопроєкт про легалізацію одностатевих шлюбів 109-ма голосами проти 33. Крім коаліції закон також підтримали Зелені ліві й Соціалістична партія, а проти проголосували Християнсько-демократичний заклик, Християнський союз і Реформістська партія. Голосування в Першій палаті парламенту (Сенаті) відбулося 19 грудня 2000 року; партії голосували, так само як і в Другій палаті, і голоси розподілилися на 49 «за» і 26 «проти». Королева Беатрікс підписала закон 21 грудня, і він набув чинності 1 квітня 2001 року.
Після розпуску Нідерландських Антильських островів острови Бонайре, Саба й Сінт-Естатіус також відомі зараз як Карибські Нідерланди, раніше проголосувавши на місцевих референдумах за тіснішу інтеграцію з Нідерландами, отримали статус «особливих муніципалітетів». Так, парламент Нідерландів проголосував за те, щоб законодавство щодо шлюбів для одностатевих пар поширилося на острови, адже формально вони стали частиною європейських Нідерландів. Закон вступив у дію 12 жовтня 2012 року.
На Арубі, Кюрасао й Сінт-Мартені укладати одностатеві шлюби не можна, адже після розпуску Нідерландських Антильських островів ці території отримали широку автономію і статус окремих «країн» у складі Королівства Нідерландів, а тому приймають власні закони. Втім, вони зобов'язані визнавати всі шлюби, зареєстровані в європейських чи карибських Нідерландах. 10 жовтня 2016 року Аруба легалізувала реєстровані партнерства для одностатевих пар. Однак, 12 липня 2024 року Верховний суд Нідерландів виніс рішення, що одностатеві шлюби є легальними на Арубі й Кюраса. Рішення суду набрало чинності в той самий день. Таким чином, станом на 2024 рік у Королівстві Нідералндів лише Сінт-Маартен не реєструє одностатеві шлюби.

#### Німеччина
З 2001 до 2017 року в Німеччині існувала система партнерств (нім. Eingetragene Lebenspartnerschaft), яка надавала одностатевим парам деякі права шлюбу. Усі спроби легалізувати одностатеві шлюби блокувала керівна партія з 2005 року — Християнсько-демократичний союз на чолі з Ангелою Меркель. У липні 2012 року Соціал-демократична партія, Союз 90/Зелені й Ліві голосували за законопроєкт, що мав легалізувати шлюби для одностатевих пар. Вільна демократична партія також підтримує одностатеві шлюби, але коли вона перебувала в коаліції з ХДС у 2009—2013 рр., то голосувала проти подібних ініціатив. Те саме стосується й Соціал-демократів, коли вони входили в коаліцію з ХДС у 2013—2017 рр. Утім, після виборів 2017 року всі вищезгадані партії домовилися про те, що розширення права на шлюб для одностатевих пар буде умовою для формування коаліції з ХДС і Християнсько-соціальним союзом.
27 червня 2017 року, відповідаючи на запитання на публічному форумі в Берліні, Ангела Меркель несподівано заявила про свої сподівання на те, що це питання вирішиться найближчим часом, а депутати її партії отримають право на вільний голос — кожен депутат зможе голосувати на власний розсуд, незважаючи на політику партії. 30 червня Бундестаг прийняв відповідний закон, проголосувавши 393—226. За закон проголосували всі депутати Соціал-демократів, Лівих і Зелених, проти — переважна більшість ХДС/ХСС, зокрема й сама канцлерка 7 липня закон також схвалили в Бундесраті. 20 липня закон підписав президент Франк-Вальтер Штайнмаєр. 28 липня закон було опубліковано в офіційному віснику, і він набув чинності 1 жовтня 2017 року.
Цікаво, що перший шлюб одностатевої пари в країні було укладено саме в церкві, а не в державному органі реєстрації, ще до легалізації в парламенті. Це сталося 14 серпня 2016 року в церкві святої Марії в Берліні, храмі, що належить Євангелічній церкві Німеччини.

#### Нова Зеландія
14 травня 2012 року депутатка від Лейбористської партії Луїза Волл заявила, що напише законопроєкт про легалізацію одностатевих шлюбів у Новій Зеландії. Закон прийняли в останньому читанні 17 квітня 2013 року 77-ма голосами «за», проти висловилось 44 депутати. Переважна більшість лейбористів, близько половини Національної партії, а також усі депутати від Зеленої партії та Партії маорі підтримали закон. Проти зокрема проголосував майбутній прем'єр-міністр Нової Зеландії Білл Інґліш. Генерал-губернатор Джеррі Матепарае надав закону королівську згоду 19 квітня, і той набув чинності 19 серпня того ж року.
У грудні 2016, під час своєї першої пресконференції як прем'єр-міністра Білл Інґліш оголосив, що тепер проголосував би за одностатеві шлюби, якщо б відбулося ще одне голосування. Він сказав: «Я, мабуть, проголосував би інакше щодо гей-шлюбів. Не думаю, що одностатеві шлюби є загрозою для шлюбів будь-кого іншого». Чинна прем'єрка Джасінда Ардерн підтримує право одностатевих пар на шлюб.
Нова Зеландія стала першою країною Океанії, що відкрила шлюб для одностатевих пар. Утім, прийнятий закон діє лише в самій Новій Зеландії та Території Росса і не поширюється на автономну територію Токелау, а також країни у вільній асоціації з Новою Зеландією — Острови Кука й Ніуе, бо кожна з цих територій має власне шлюбне законодавство й наразі не укладає та не визнає одностатеві шлюби.

#### Норвегія
14 березня 2008 року уряд Єнса Столтенберга у складі Норвезької робітничої партії, Соціалістичної лівої партії і Центристської партії вніс у парламент законопроєкт, який надавав одностатевим парам рівні права на шлюб, включно з церковними вінчаннями (хоча закон не зобов'язував релігійні спільноти освячувати шлюби одностатевих пар), спільним усиновленням дітей і допоміжними репродуктивними технологіями, а також заміняв визначення шлюбу на ґендерно-нейтральне. Дві опозиційні політичні сили: Ліберальна партія і Консервативна партія також підтримали таку ініціативу. 11 червня нижня палата парламенту Одельстинг проголосувала за закон 84-41 (на той час парламент Норвегії ще був двопалатним). Верхня палата Лагтинг прийняла закон 17 червня, проголосувавши 23-17. Опісля Король Гаральд V надав закону свою згоду. Він набув чинності 1 січня 2009 року.
У 2015 році Церква Норвегії проголосувала за те, щоб дозволити вінчання одностатевих пар у своїх храмах. Це рішення ратифікували на щорічній конференції 11 квітня 2016 року.
Норвегія стала першою країною Скандинавії і шостою країною світу, що легалізувала одностатеві шлюби.

#### Південно-Африканська Республіка
1 грудня 2005 року Конституційний суд Південної Африки висунув рішення на користь лесбійської пари, яка хотіла вступити в шлюб. В одностайному рішенні дев'ятеро суддів постановили, що одностатеві пари мають рівне право на шлюб, і дали Парламенту один рік на необхідні зміни законодавства.
14 листопада 2006 року Національна асамблея проголосувала за закон, що розширював право на шлюб для одностатевих пар 229-41. А 28 листопада закон підтримала й Національна рада провінцій, проголосувавши 36-11. За закон у повному складі проголосували депутати Африканського національного конгресу, а також частина Демократичного Альянсу. 29 листопада віцепрезидент Пумзіле Мламбо-Нгука підписала закон, і наступного дня він набув чинності.
ПАР стала п'ятою країною світу, першою і поки єдиною в Африці й другою за межами Європи, де було легалізовано шлюби для одностатевих пар.

#### Португалія
У жовтні 2009 року переобраний уряд Соціалістичної партії на чолі з прем'єр-міністром Жозе Сократешем запевнив, що його партія легалізує шлюби для одностатевих пар. Парламент підтримав законопроєкт у першому читанні, проголосувавши 126-97. У третьому читанні за закон проголосували 11 лютого 2010 року. Крім панівної Соціалістичної партії за закон також проголосували Партія «Зелені», Комуністична партія і Лівий блок. Після того, як закон передали на підпис президенту Анібалу Каваку Сілві, він направив його на розгляд Конституційного суду, щоби визначити, чи відповідає він конституції. 8 квтіня 2010 року, суд постановив (11-2), що закон відповідає конституції. Рішення було опубліковано в офіційному віснику 28 квітня, після чого почався 20-денний термін, за який президент мав або підписати, або ветувати закон. Президент підписав закон 17 травня. 31 травня його опублікували в офіційному віснику, а вже 5 червня закон набрав чинності.
На відміну від більшості країн, де можливість усиновлення дітей одностатевими парами узаконюється разом із розширенням права на шлюб, у Португалії таке рішення прийняли не відразу. Зокрема Асамблея відхиляла подібні законопроєкти двічі 24 лютого 2012 року, а потім ще раз 17 травня 2013 року; того ж дня, утім, парламент підтримав у першому читанні можливість усиновлювати дітей свого партнера, хоча в другому читанні відхилив і цей законопроєкт. 14 травня Парламент прийняв резолюцію щодо проведення референдуму з приводу цього питання. Однак, 19 лютого 2014 року Конституційний суд визнав цю резолюції неконституційною. Як наслідок, Президент Каваку Сілва ветував резолюцію наступного дня.
20 листопада 2015 року Асамблея в першому читанні підтримала п'ять законопроєктів стосовно легалізації усиновлення дітей. 16 грудня комітет парламенту з конституційних питань об'єднав ці ініціативи в один проєкт закону. 18 грудня парламент прийняв закон в останньому читанні. 23 січня 2016 року президент Каваку Сілва ветував закон і оголосив про це 25 січня. 10 лютого парламент подолав вето президента. Закон опублікували 29 лютого, і він набрав чинності 1 березня.

#### Словенія
Шлюб і спільне всиновлення дітей для одностатевих пар у Словенії стали доступними після рішення Конституційного суду 8 липня 2022 року, який визнав такі заборони неконституційними і дав Парламенту пів року, щоб внести необхідні зміни в законодавство. Разом з тим, рішення суду набрало чинності негайно. Партії правлячої коалції, в яку входять Рух «Свобода», Соціал-демократи й Ліві привітали рішення суду і заявили, що ухвалять потрібні зміни до законів якнайшвидше.
Раніше Парламент уже ухвалював закон про легалізацію одностатевих шлюбів у 2015 році, але його відхили на референдумі, збір підписів для якого організував консервативний рух «Громадянська ініціатива за сім'ю і права дітей». Проти закону висловилося 63,51% громадян, а явка склала 36,38%. Після референдуму було запропоновано надати одностатевим парам усі права одружених пар, крім усиновлення дітей і штучного запліднення, створивиш нову систему партнерств — словен. partnerska zveza. За закон проглосувало 54 депутати (Партія сучасного центру, Демократична партія пенсіонерів, Соціал-демократи та Об'єднані ліві), проти всиловилося 15 (Словенська демократична партія і Нова Словенія).  Президент Борут Пахор підписав закон 9 травня 2016 року, і він вступив у дію 24 травня 2016 року. У Словенії також діяли партнерства (словен. partnerska skupnost), легалізовані 2006 року, які надавали одностатевим парам набагато менше прав.
Словенія стала першою постсоціалістичною і слов'янською країною, яка легалізувала одностатеві шлюби.

#### Сполучені Штати
- Одностатеві шлюби укладаються
- Одностатеві шлюби визнаються, але не укладаються
- Одностатеві шлюби не визнаються

- Одностатеві шлюби легальні
- Заборону на одностатеві шлюби скасовано, подано апеляцію.
- Одностатеві шлюби заборонені
- Статус шлюбів юридично заплутаний

Легалізація шлюбів для одностатевих пар у США розтягнулася від 2004 року, коли таке право існувало лише в одному штаті — Массачусетсі, і до 2015 року, коли Верховний Суд США своїм рішенням визнав усі заборони на одностатеві шлюби в статутах і конституціях окремих штатів неконституційними (кожен штат має власні конституцію і законодавство, які, втім не можуть суперечити федеральній конституції чи присудам Верховного Суду) і таким чином надав право одностатевим парам одружуватися у всіх 50 штатах і в усіх населених територіях (Віргінських островах, Гуамі, Північних Маріанських островах і Пуерто-Рико), крім Американського Самоа.
До цього рішення одностатеві шлюби вже були легальними в 35 штатах, Гуамі і федеральному окрузі Колумбія:
| Штат / територія           | Набуття чинності  | Метод легалізації                                                                         | Деталі |
| -------------------------- | ----------------- | ----------------------------------------------------------------------------------------- | --- |
| Массачусетс                | 17 травня 2004    | Рішення Верховного суду штату                                                             | |
| Каліфорнія                 | 16 червня 2008    | Рішення Верховного суду штату                                                             | Рішення призупенено 8 листопада 2008 після прийняття «Пропозиції 8» (52,24 % за) — референдуму щодо поправки до конституції, яка заборонила одностатеві шлюби |
| Каліфорнія                 | 28 червня 2013    | Рішення федерального суду                                                                 | Кодифіковано Парламентом Каліфорнії 1 січня 2015 |
| Коннектикут                | 12 листопада 2008 | Рішення Верховного суду штату                                                             | Кодифіковано Генеральною асамблеєю штату у квітні 2009 |
| Айова                      | 27 квітня 2009    | Рішення Верховного суду штату                                                             | |
| Вермонт                    | 1 вересня 2009    | Рішення Генеральної асамблеї штату                                                        | Перший штат, що легалізував одностатеві шлюби без втручання судів                                                                                             |
| Нью-Гемпшир                | 1 січня 2010      | Рішення Генеральних зборів штату                                                          | |
| Федеральний округ Колумбія | 18 грудня 2009    | 9 березня 2010                                                                            | Рішення Ради Округу Колумбія |
| Нью-Йорк                   | 24 липня 2011     | Рішення Парламенту штату                                                                  | |
| Вашингтон                  | 6 грудня 2012     | Рішення Парламенту штату → петиція про референдум → 53,7 % голосів за на «Референдумі 74» | |
| Мейн                       | 29 грудня 2012    | Результат референдуму «Питання 1» (52,6 % за)                                             | Перший штат, що легалізував одностатеві шлюби шляхом референдуму                                                                                              |
| Меріленд                   | 1 січня 2013      | Рішення Генеральної асамблеї штату → петиція про референдум → 52.43 % за на «Питанні 6»   | |
| Делавер                    | 1 липня 2013      | Рішення Генеральної асамблеї штату                                                        | |
| Міннесота                  | 1 серпня 2013     | Рішення Парламенту штату                                                                  | |
| Род-Айленд                 | 1 серпня 2013     | Рішення Генеральної асамблеї штату                                                        | |
| Нью-Джерсі                 | 21 жовтня 2013    | Рішення Верховного суду штату                                                             | |
| Гаваї                      | 2 грудня 2013     | Рішення Парламенту штату                                                                  | |
| Нью-Мексико                | 19 грудня 2013    | Рішення Верховного суду штату                                                             | Кодифіковано Парламентом штату 1 липня 2019 |
| Ореґон                     | 19 травня 2014    | Рішення федерального суду.                                                                | Кодифіковано Парламентом штату 1 січня 2016 |
| Пенсільванія               | 20 травня 2014    | Рішення федерального суду                                                                 | |
| Іллінойс                   | 1 червня 2014     | Рішення Генеральної асамблеї штату                                                        | |
| Індіана                    | 6 жовтня 2014     | Рішення федерального суду                                                                 | |
| Оклагома                   | 6 жовтня 2014     | Рішення федерального суду                                                                 | |
| Юта                        | 6 жовтня 2014     | Рішення федерального суду                                                                 | |
| Вірджинія                  | 6 жовтня 2014     | Рішення федерального суду                                                                 | |
| Вісконсин                  | 6 жовтня 2014     | Рішення федерального суду                                                                 | |
| Колорадо                   | 7 жовтня 2014     | Рішення місцевого й федерального судів                                                    | |
| Невада                     | 9 жовтня 2014     | Рішення федерального суду                                                                 | Кодифіковано Парламентом штату 1 липня 2017 |
| Західна Вірджинія          | 9 жовтня 2014     | Рішення федерального суду                                                                 | |
| Північна Кароліна          | 9 жовтня 2014     | Рішення федерального суду                                                                 | |
| Айдаго                     | 15 жовтня 2014    | Рішення федерального суду                                                                 | |
| Аляска                     | 17 жовтня 2014    | Рішення федерального суду                                                                 | |
| Аризона                    | 17 жовтня 2014    | Рішення федерального суду                                                                 | |
| Вайомінг                   | 21 жовтня 2014    | Рішення федерального суду                                                                 | |
| Монтана                    | 19 листопада 2014 | Рішення федерального суду                                                                 | |
| Південна Кароліна          | 20 листопада 2014 | Рішення федерального суду                                                                 | |
| Флорида                    | 6 січня 2015      | Рішення федерального суду                                                                 | |
| Ґуам                       | 9 січня 2015      | Рішення федерального суду                                                                 | Кодифіковано парламентом території 27 серпня 2015 |

Рішення Верховного суду, втім, не легалізувало шлюби для одностатевих пар на територіях юрисдикцій корінних американців, адже кожне плем'я має власні закони, а повноваження над ними має лише Конгрес США. Станом на жовтень 2023 року 52 території корінних американців легалізували одностатеві шлюби самостійно, а ще кілька десятків юрисдикцій визнають шлюби, укладені деінде, або не мають чітких обмежень щодо одностатевих шлюбів у своєму законодавстві. Всього десять територій корінних американців забороняють і не визнають одностатеві шлюби.

#### Тайвань
24 травня 2017 року Верхвоний суд Тайваню постановив, що шлюбне законодавство не відповідає Конституції, а одностатеві пари мають конституційне право на шлюб. Суд дав Законодавчому юаню два роки на необхідні зміни законодавства, і в разі, якщо Парламент не впорається з цим завданням за відведений час, одностатеві пари зможуть укладати шлюби на підставі рішення суду. Після рішення прогрес імплементації змін у законодавстві був повільним через запеклий спротив консервативних груп, в основному християн, які становлять усього близько 6 % населення країни, з їхньої ініціативи це та інші питання було поставлено на референдум. На плебісциті більшість населення висловилася проти розширення права на шлюб для одностатевих пар. Утім, 29 листопада 2018 року генеральний секретар Судового юаня заявив, що результати референдуму не можуть скасувати рішення Верховного суду. Наступного дня про це заявив і уряд, оголосивши, що спеціальний законопроєкт про легалізацію одностатевих шлюбів уже розробляється. Закон було прийнято парламентом 17 травня 2019 року, його підтримали представники Демократичної прогресивної партії та інших дрібніших партій. президент Цай Інвень підписала закон 22 травня, і він вступив у дію 24 травня.
Тайвань став першою і поки що єдиною державою Азії, де було легалізовано шлюби для одностатевих пар.

#### Уругвай
20 січня 2008 року Уругвай став першою країною Латинської Америки, що дала можливість одностатевим парам вступати в цивільні союзи.
25 травня 2009 року сенаторка Маргарита Перковіч заявила, що якщо Широкий фронт виграє вибори в жовтні, партія легалізує одностатеві шлюби в країні. На виборах Фронт здобув абсолютну більшість у двох палатах Парламенту, а кандидат від партії Хосе Мухіка став президентом. У липні 2010 року уряд оголосив про свої наміри внести в парламент законопроєкт про розширення права на шлюб для одностатевих пар. 25 липня колишній президент Хуліо Сангінетті від Партії Колорадо оголосив про свою підтримку законопроєкту. Водночас інший колишній президент Луїс Альберто Лакальє від Національної партії повідомив про свою опозицію до легалізації. Законопроєкт було подано до Палати представників 6 вересня 2011 року.
Сенат підтримав законопроєкт 2 квітня 2013 року, проголосувавши 23-8. 10 квітня закон прийняла Палата представників, проголосувавши 71-21. Президент Хосе Мухіка підписав закон 3 травня, і той набув чинності 5 серпня 2013 року.

#### Фінляндія
Реєстровані партнерства були легальними у Фінляндії з 2002 року.
Після того, як комітет з юридичних питань Едускунти — фінського парламенту, 27 лютого 2013 року відхилив законопроєкт про легалізацію одностатевих шлюбів, проголосувавши 9-8, прихильники рівних прав на шлюб запустили громадську ініціативу щодо леаглізації одностатевих шлюбів. Збір підписів розпочався 19 березня 2013 року, і до кінця першого дня ініціатива назбирала понад 90 000 онлайн підписів, загалом назбиравши 166 551 підписів. Аби ініціативу розглянув парламент, ініціатива має назбирати як мінімум 50 000 підписів. Ініціативу було представлено в парламенті 13 грудня 2013 року. Комітет з юридичних питань проголосував проти ініціативи двічі. Втім, коли законопроєкт постав перед парламентом в листопаді 2014 року, депутати підтримали його, проголосувавши 105-92. В останньому читанні закон підтримав 101 депутат, проти проголосувало 90 депутатів. Зокрема, закон підтримала більшість Національної коаліції та Соціал-демократичної партії, а також всі представники Лівого союзу, Шведської народної партії і Зеленого союзу. Проти висловилася переважна більшість Фінляндського центру, Істинних фінів і всі представники Християнських демократів 12 грудня президент Саулі Нійністе підписав закон. Разом з цим голосуванням парламент також ухвалив резолюцію, яка зобов'язувала наступний уряд реформувати все інше необхідне законодавство. Після всіх ухвалених змін до відповідного законодавства, закон набув чинності 1 березня 2017 року.
Це перша громадська ініціатива, яку підтримав парламент Фінляндії. Фінляндія стала останньою нордичною країною та передостанньою нордичною юрисдикцією (перед Фарерськими островами) загалом, що легалізувала одностатеві шлюби.

#### Франція
З листопада 1999 року у Франції існує система цивільних союзів, відома як договір цивільної солідарності. Такі союзи відкриті і для одно-, і для різностатевих пар.
17 листопада 2012 року уряд Соціалістичної партії на чолі з прем'єр-міністром Жаном-Марком Еро за підтримки Франсуа Олланда, який виступав за легалізацію шлюбів для одностатевих пар під час своєї президентської кампанії, вніс у Паламент відповідний законопроєкт.
Сенат підтримав законопроєкт 12 квітня 2013 року, проголосувавши 171—165. 23 квітня за законопроєкт проголосувала Національна асамблея, 331 депутат висловився за, а 225 — проти. Після голосування консервативна партія Союз за Народний Рух оскаржила закон у Конституційній раді. 17 травня Рада постановила, що закон відповідає Конституції. Того ж дня президент Франсуа Олланд підписав закон, а наступного дня його вже опублікували в офіційному віснику. Перший шлюб одностатевої пари у Франції було укладено в місті Монпельє. Дія закону також поширюється на всі заморські володіння Франції.

#### Чилі
Одностатеві шлюби легальні в Чилі з 10 березня 2022 року. У червні 2021 президент Себастьян Піньєра оголосив, що його уряд підтримає законопроєкт щодо легалізації шлюбу для одностатевих пар. Сенат Чилі ухвалив законопроєкт 21 липня 2021 року, а Палата депутатів — 23 листопада 2021 року. Однак, з приводу деяких питань виникли розбіжності, тому законопроєкт обговорювала змішана комісія обох палат парламенту. Зрештою, обидві палати ухвалили однакову версію закону 7 грудня 2021 року. Президент Піньєра підписав закон 9 грудня, і його опублікували в Офіційному віснику республіки 10 грудня. Закон набрав чинності за 90 днів і перші пари одружилися 10 березня 2022 року.
Раніше Чилі визнавала одностатеві пари у формі цивільних союзів. Доступ до них мали всі пари, незважаючи на сексуальну орієнатцію. Утім, порівняно з шлюбами, вони надавали менше прав. Перші цивільні союзи почали реєструвати 22 жовтня 2015 року.

#### Швейцарія

Результати референдуму щодо одностатевих партнерств 2005 року.

Реєстровані партнерства для одностатевих пар у Швейцарії легалізовано з 1 січня 2007 року, коли на референдум у 2005 році було винесено раніше прийнятий обома палатами Федеральних зборів закон. 58,04 % виборців висловивлися за, 41,96 % — проти. Швейцарія стала першо країною у світі, яка прийняла закон про реєстроване партнерство для одностатевих пар шляхом референдуму.
Законопроєкт про легалізацію шлюбів для одностатевих пар, а також спільне усиновлення дітей і відкриття доступу до репродуктивних технологій лесбійським парам, було подано до парламенту у 2013 році за ініціативи Зелено-ліберальної партії «Шлюб для всіх» (нім. Ehe für alle, фр. Mariage pour touts et tous). Після притаманного Швейцарії тривалого законодавчого процесу, закон прийняли в останньому читанні в обох палатах парламенту 18 грудня 2020 року. Рада кантонів, верхня палата парламенту, підтримала закон, проголосувавши 24–11. У нижній палаті парламенту, Національній раді, за висловилося 136 депутатів, проти — 48. Закон підтримали в повному складі Соціал-демократична партія, Вільна демократична партія — Ліберали, Зелена партія, Зелено-ліберальна партія, Консервативно-демократична партія, Ліга Тічино й Робітнича партія, а також частина Народної партії і Християнсько-демократичної народної партії. Проти проголосувала більшість Народної партії і Християнсько-демократичної народної партії, а також усі представники Євангельської народної партії та Федерально-демократичного союзу.

Результати референдуму 2021 року.

Противники закону винесли питання на референдум, зібравши за три місяці 61 026 підписів з 50 000 необхідних. Референдум відбувся 26 вересня 2021 року, де запровадження шлюбів для одностатевих пар підтримало 64,1 % виборців, а проти висловилося 35,9 % виборців. У всіх кантонах частка прихильників закону перевищила 50 %. Закон набрав чинності 1 липня 2022 року. Швейцарія стала однією з останніх великих країн Західної Європи, де легалізували одностатеві шлюби.

#### Швеція
Уряд Фредріка Райнфельдта вніс законопроєкт про легалізацію шлюбів для одностатевих пар у Риксдаг 21 січня 2009 року. 1 квітня парламент підтримав законопроєкт, і він набув чинності в той самий день, адже з 1975 року король Карл XVI Густав не підписує і не ветує закони, ухвалені парламентом, натомість це робить кабінет міністрів. За закон проголосували всі партії парламенту (261 голос): Соціал-демократична партія, Помірна коаліційна партія, Партія центру, Народна партія — ліберали, Ліва партія і Партія зелених, проти проголосувала лише партія Християнських демократів і один депутат від Партії центру (22 голоси).
22 жовтня 2009 року рада Церкви Швеції, проголосувавши 171-62, підтримала пропозицію дозволити своїм священникам вінчати одностатеві пари. Перші шлюбні церемонії почали проводити 1 листопада.

### Партнерства й союзи
У деяких країнах і територіях дозволено одностатеве реєстроване партнерство, яке може передбачати такі самі права як шлюб або дещо обмежені в порівнянні зі шлюбом права. Станом на квітень 2025 року такі країни й території пропонують можливість зареєструвати партнерство або союз одностатевим парам: Бермудські острови, Болівія, Італія, Кайманові Острови, Кіпр, Латвія, Монако, Сан-Марино, Угорщина, Хорватія, Чехія і Чорногорія.
Країни й території, де одностатеві пари мають обмежені права (сертифікати про партнерство, право на проживання чоловіка/дружини та ін.): Болгарія, Гонконг, Ізраїль, Литва, Польща, Румунія, Словаччина, тридцять префектур й понад 420 міст і містечок Японії.
У деяких країнах, де одностатеві шлюби є легальними, поряд зі шлюбом існують також альтернативні форми реєстрації стосунків — як для одно-, так і для різностатевих пар.